# NGC 1105
NGC 1105 é uma galáxia espiral (Sb) localizada na direcção da constelação de Cetus. Possui uma declinação de -15° 42' 21" e uma ascensão recta de 2 horas, 43 minutos e 41,9 segundos.
A galáxia NGC 1105 foi descoberta em 1886 por Frank Leavenworth.